# 山本徹
山本 徹（やまもと とおる、1942年〈昭和17年〉11月5日 - ）は日本の農林水産官僚。

## 人物
山口県出身。東京大学法学部を卒業し農林水産省入省。農林水産技術会議事務局長、林野庁長官、農畜産振興事業団理事長、農畜産業振興機構理事長、財団法人日本食肉流通センター理事長を歴任。現在は、財団法人日本穀物検定協会会長、学校法人昭和学院理事長を務めている。

## 略歴
- 1942年（昭和17年）11月5日 - 生まれる
- 1966年（昭和41年） - 農林省入省
- 1977年6月  静岡県農業水産部水産課長[4]
- 1980年6月  大臣官房予算課課長補佐(予算編成班担当)
- 1982年6月  林野庁林政部森林組合課長
- 1984年8月  林野庁林政部企画課長
- 1985年8月  農蚕園芸局企画課長
- 1988年6月  構造改善局農政部農政課長
- 1989年7月  構造改善局総務課長
- 1990年3月  大臣官房予算課長
- 1992年6月  大臣官房付
- 1992年7月  林野庁林政部長
- 1994年2月  大臣官房総務審議官
- 1995年（平成7年） - 技術会議事務局長に就任
- 1998年（平成10年）7月3日 - 林野庁長官に就任
- 1999年（平成11年）7月30日 - 林野庁長官を退任
- 1999年（平成11年） - 農畜産振興事業団理事長に就任
- 2006年9月 - 農畜産振興事業団理事長を退任
- 2009年6月 - 日本穀物検定協会副会長に就任
- 2009年8月31日 - 財団法人日本食肉流通センター理事長を退任
- 2009年9月1日 - 日本穀物検定協会会長に就任[1][5]
- 2013年11月3日 -  瑞宝重光章を受章する[6]
- 2016年6月 - 日本穀物検定協会会長退任
- 2018年9月 - 市川市政功労者として表彰される。[7]